# Kotschya africana
Kotschya africana är en ärtväxtart som beskrevs av Stephan Ladislaus Endlicher. Kotschya africana ingår i släktet Kotschya och familjen ärtväxter. Utöver nominatformen finns också underarten K. a. bequaertii.